# Gromxa
Gromxa - Громша (rus) - és un poble de l'óblast de Smolensk, a Rússia, que el 2007 tenia 11 habitants.